# Perspectiva trimétrica
La perspectiva trimétrica es una proyección axonométrica, para representar volúmenes, en la cual el objeto tridimensional se encuentra inclinado con respecto al «plano del cuadro» de forma que sus tres ejes principales experimentan reducciones diferentes.

## Ejemplo
Trazando el eje z vertical, y con unos ángulos entre ejes de: 100, 120 y 140 grados tenemos este ejemplo de perspectiva trimétrica
|  |  |  |
|  |  |  |